# Maria Krukowska
Maria Krukowska, właśc. Krukowska-Zielińska (ur. 1915 w Zagrzebiu, zm. 2013 w Warszawie) – slawistka, tłumaczka literatury chorwackiej, serbskiej i słoweńskiej.
Tłumaczyła takich pisarzy jak Miroslav Krleža, Miodrag Bulatović, Branko Ćopić, Antun Šoljan, Meša Selimović, Oskar Davičo, Vladan Desnica, Mihailo Lalić, Mirko Božić, Vjekoslav Kaleb, Anđelka Martić. Była członkiem Związku Literatów Polskich, pracownik Wydawnictw Szkolnych i Pedagogicznych.